# Moina Michael

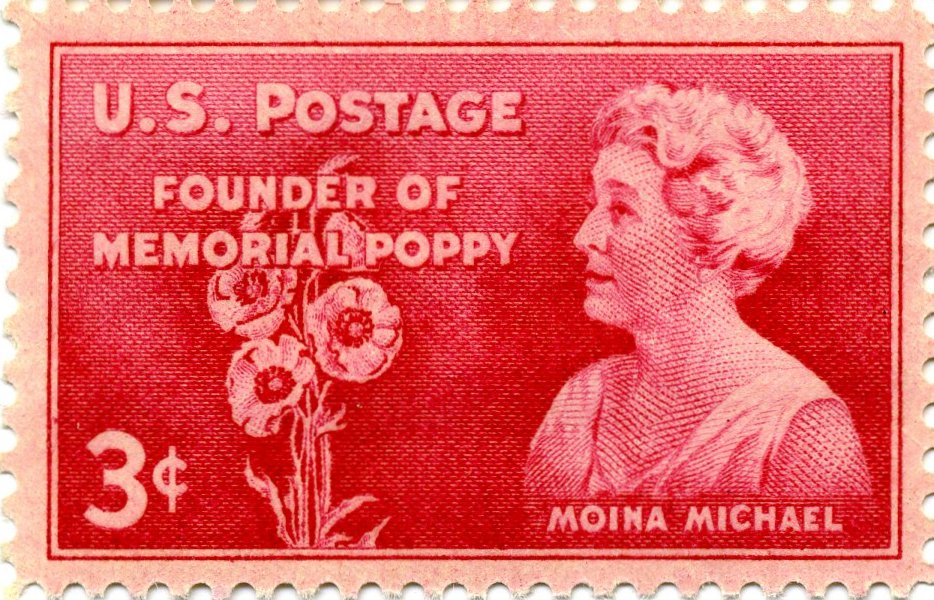
Gedenkbriefmarke mit dem Abbild Michaels (1948)

Moina Belle Michael (* 15. August 1869 in Good Hope, Walton County, Georgia; † 10. Mai 1944 in Athens, Georgia) war eine US-amerikanische Hochschullehrerin und Erziehungswissenschaftlerin, die die Tradition der sogenannten Remembrance Poppies begründete.

## Leben
Michael wurde 1869 als zweites von sieben Kindern von John Marion Michael und Alice Sherwood Wise im Städtchen Good Hope im Walton County in Georgia geboren. Ihre Mutter stammte aus einer einflussreichen Familie in Virginia, ihr Vater war Besitzer einer Baumwollplantage und hatte im Amerikanischen Bürgerkrieg auf Seiten der Konföderierten unter anderem in der Schlacht am Chickamauga gekämpft. Das konservative, tief gläubige Umfeld der Südstaaten beeinflusste die junge Moina nachhaltig. Mit Unterstützung ihres Vates besuchte sie zunächst die Braswell Academy im Morgan County und dann das Martin Institute in Jefferson. Kurz vor ihrem 16. Geburtstag begann sie, als Lehrerin zu arbeiten. In den nächsten Jahren wechselte sie mehrfach ihre Stellen und arbeitete so an verschiedenen Schulen unterschiedlicher Stufen und Träger. Unter anderem war sie social director in Winnie Davis Hall. 1909 wurde sie Schulleiterin des Bessie Tift Colleges in Forsyth, ehe sie sich 1912 an der Columbia University in New York City einschrieb. Eine erste Berufsausbildung hatte sie zuvor am Teacher College in Athens, Georgia, erhalten. Im Herbst 1913 trat sie eine neue Stelle als house director an der State Normal School in Athens an, einem Frauencollege, das enge Verbindungen zur University of Georgia hatte.
Im August 1914 unternahm Michael eine universitäre Bildungsreise durch Europa. Ausgerechnet zu Beginn des Ersten Weltkriegs befand sie sich im Deutschen Kaiserreich. Zusammen mit anderen gestrandeten Touristen aus Amerika organisierte sie die Rückreise in die Vereinigten Staaten. Über Italien erreichte Michael ein Schiff nach Amerika, die Carpathia, das sie über den Atlantik zurück in ihre Heimat brachte. Wieder in den USA organisierte sie in den nächsten Jahren verschiedene Hilfsaktionen für US-Soldaten. Gleichzeitig blieb sie weiterhin als Lehrerin aktiv und war von 1915 bis 1920 Präsidentin des Georgia State Council of Deans of Women and Social Directors of Schools and Colleges of Georgia. Zeitweise war sie Generalsekretärin des Ortsverbandes der Young Women’s Christian Association (YWCA) am Georgia State Teachers College. 1918 entschloss sie sich aus Entsetzen über die Berichte von der Kriegsfront, ihr Heimatland als Freiwillige zu unterstützen. 1918 bewarb sie sich bei der YWCA als freiwillige YWCA Overseas War Worker; im Hauptquartier der Organisation in New York City arbeitete sie in der Sozialabteilung. Während ihrer Arbeit stieß sie auf John McCraes Gedicht In Flanders Fields, das sie nachhaltig inspirierte. Zwei Tage vor dem Kriegsende verfasste sie eine Replik auf McCrae mit dem Titel We Shall Keep the Faith, in dem sie die Idee der Remembrance Poppies als Symbol für die Unterstützung der Veteranen und für die Erinnerung an die Kriegstoten entwickelte.
Noch im gleichen Jahr begann sie, das Symbol der roten Mohnblumen zu bewerben, das schnell eine große Reichweite fand. Zu den frühen Unterstützern der Flanders Fields Memorial Campaign gehörten verschiedene Kollegen aus dem Hochschulbereich, darunter Talcott Williams, sowie Mitarbeiter der YMCA, die durch Michaels Bemühungen etwa im Dezember 1918 die rote Mohnblume in ihr Logo aufnahm. 1919 nahm sie ihre Arbeit an der State Normal School in Athens wieder auf und wurde zum social director befördert. Gleichzeitig begann sie auch eine Karriere als Lehrerin, als sie anfing, im Sommer Veteranen Hochschulkurse zu geben. Nichtsdestotrotz führte sie ihre Kampagne weiter: Schon 1920 übernahm die Amerikanische Legion, die amerikanische Veteranenorganisation, die rote Mohnblume als ihr florales Symbol und setzte vier Jahre später eine Kampagne auf, um die Idee des Symbols unter ihren Mitgliedern zu bewerben. Bereits 1921 und 1922 verbreitete sich das Symbol auch in anderen Ländern wie dem Vereinigten Königreich, Australien und Neuseeland. Aus ihren lokalen Bemühungen entwickelte sich so binnen weniger Jahre eine internationale Kampagne. Michael entwickelte sich in der Öffentlichkeit zur Repräsentationsfigur der Bewegung. Die Herstellung der Mohnblumen wurde bald in die Hände verwundeter Veteranen gelegt, die so nach dem Krieg eine neue Beschäftigung fanden. Spenden und Einnahmen aus dem Verkauf der roten Mohnblumen gingen ebenfalls an Kriegsinvaliden. Für ihr Engagement erhielt sie den Spitznamen The Poppy Lady. Daneben entwickelte sie auch die Idee, in Gedenken an tote Navy-Soldaten florale Anker aus roten Mohnblumen aufs Wasser zu lassen. Die Idee wurde später von der US Navy adoptiert und statt in Georgia jährlich in Annapolis durchgeführt. Ferner gehörte Michael 1933 der Bicentennial Commission of Georgia und im Rahmen der 1939 New York World’s Fair dem Beraterkomittee für Frauenbeteiligung an.
Im Jahr 1936 wurde sie vom Politikwissenschaftler Cullen B. Gosnell für einen Friedensnobelpreis nominiert; Michael habe durch die von ihr initiierte Kampagne mehr als jede andere Personen für die Kriegsveteranen und ihre Familien getan. Im selben Jahr wurde Michael noch ein zweites Mal für den Nobelpreis nominiert, von einer Personengruppe rund um den damaligen Secretary of State von Georgia, John Bryan Wilson. Beide Nominierungen waren letztlich ergebnislos. Wenngleich die Arbeit für die Remembrance Poppies zum Hauptinhalt ihres Lebens wurde, blieb sie bis zu ihrer Pensionierung Hochschullehrerin, je nach Angabe bis 1934 oder 1938. Zu diesem Zeitpunkt war ihre State Normal School in das Department of Education der University of Georgia integriert worden. Dort hatte sie zuletzt als Hochschullehrerin für Pädagogik gearbeitet und galt zum Zeitpunkt ihrer Pensionierung als eine der profiliertesten Pädagoginnen der Vereinigten Staaten. Wenngleich sie selbst während ihrer Laufbahn nie einen akademischen Titel führte, erhielt sie nach ihrer Pensionierung den Status einer emeritierten Hochschullehrerin. Im Ruhestand zog sie sich nach Athens zurück, wo sie sich dauerhaft im Georgian Hotel einquartierte. Der Presse und dem Federal Writers’ Project gab sie regelmäßig Interviews. Die Enthüllung einer Porträtbüste Michaels auf dem Gelände des Georgia State Capitol 1937 durch Gouverneur Eurith D. Rivers konnte sie nur per Radio am Krankenbett verfolgen. 1941 veröffentlichte Michael eine Autobiografie.
Mitte der 1940er verschlechterte sich ihr Gesundheitszustand; Michael erkrankte an einer Neuritis. Die letzten Monate ihres Lebens verbrachte sie in einem Krankenhaus in Athens. Im Januar 1944 wurde öffentlich, dass Michael „sehr krank“ sei und ihre Ärzte kaum mehr Hoffnung hatten. Trotzdem und trotz motorischer Probleme durch ihre Neuritis fertigte sie eigenhändig noch im Krankenhaus für 1944 den Blumenanker für das Gedenken an gefallene Navy-Soldaten. Nur zwei Wochen nach der Fertigstellung des Kranzes, am 10. Mai 1944, verstarb sie im Alter von 74 Jahren, ohne das Krankenhaus noch einmal verlassen zu haben. Sie wurde auf dem Rest Haven Cemetery in Monroe begraben. Bis zu ihrem Tod wurden über die Remembrance Poppies allein im Vereinigten Königreich und in den Vereinigten Staaten knapp 200 Millionen US-Dollar Spenden gesammelt. Nach ihrem Tod entwickelte sich die Remembrance Poppy zum „internationalen Symbol der Erinnerung und der Unterstützung für alle Militärveteranen“. Michaels Engagement gilt dafür als wegweisend. Nichtsdestotrotz ist Michael selbst weitgehend in Vergessenheit geraten. Ihr Nachlass befindet sich im Besitz der Bibliothek der University of Georgia.

## Ehrungen

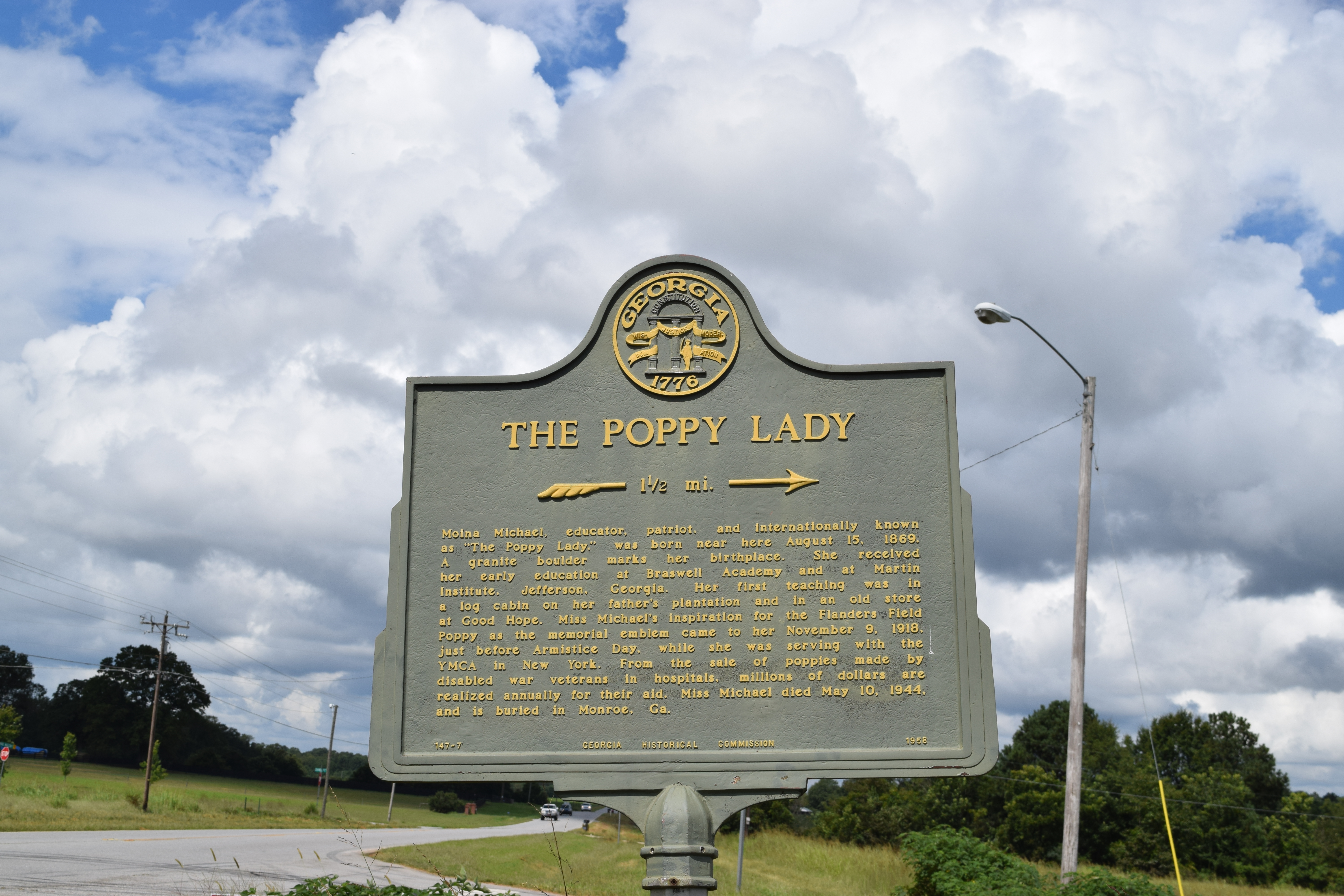
Historical Marker für Michael in Good Hope

- 1930: American Legion Auxiliary Distinguished Service Medal[3]
- 1931: Ernennung zum „Distinguished Citizen“ von Georgia durch die Georgia General Assembly[3]
- 1932: eine nach Michaels Vorbild gestaltete Puppe namens Poppy Lady Doll gewann den nationalen Puppenwettbewerb der Federation of Women’s Clubs[5]
- 1937: Aufstellung einer Marmorbüste von Michael auf dem Gelände des Georgia State Capitol mit Unterstützung der American Legion Auxiliary[3]
- 1944: Benennung eines Liberty-Frachters nach Michael (SS Moina Michael)[8]
- 1948: Michael wird unter dem Titel „Founder of Memorial Poppy“ Motiv einer US-amerikanischen Briefmarke[11]
- 1969: Benennung eines Teilstückes des U.S. Highway 78 als Moina Michael Highway durch die Georgia General Assembly[8]
- 1999: Georgia Woman of Achievement[3]

Ferner war sie Ehrenmitglied der Spanish American War Veterans Auxiliary. In ihrem Geburtsort Good Hope ist eine Straße nach Michael benannt. Historical Marker finden sich sowohl in Good Hope als auch an ihrem Geburtsort. In Athens erinnert eine Plakette an Michael.

## Veröffentlichungen
- The miracle flower. The story of the Flanders Fields memorial poppy. Dorrance and Company, Philadelphia 1941.